# Esplucs
Esplucs (Esplús en castellà) és una vila i municipi de la Llitera, a la província d'Osca (Aragó), en zona de parla castellana. Celebra el patronatge de Sant Vicenç el 22 de gener, que dona lloc a les festes d'hivern. Celebra també el patronatge de Sant Roc el 16 d'agost, que dona lloc a les festes d'estiu.

## Història
És una de les dues úniques poblacions que trobem a la Llitera actualment de parla castellana. Va pertànyer durant segles a Catalunya. L'any 1089, ja es fa esment del castell, l'església i la vila de Splugs. Al segle xii el rei Alfons I el Cast va fixar els límits de Catalunya al riu Cinca i així va ser fins que Jaume II (fill de Jaume I) va cedir els territoris de la Franja de Ponent a l'Aragó, tot i les protestes dels pobles d'aquests territoris, que se sentien catalans. Malgrat el canvi en l'administració la gent de la Franja va continuar parlant català. Durant la Guerra dels Segadors, tota Catalunya –i també la Llitera– es va declarar lleial a Lluís XIII i va acabar sent durament reprimida per les tropes castellanes. El genocidi espanyol va portar a la zona d'Esplucs juntament amb altres pobles com Binèfar, Montsó, Albalat de Cinca, etc., a patir una forta despoblació a finals del segle xvii. Al començament de la Guerra de Successió (1707) les fronteres del Principat de Catalunya es tornen a situar al Cinca a canvi de pagar a Aragó 200.000 escuts. Però la pèrdua de la guerra va fer que la nova Administració borbònica integrés gairebé tota la Llitera al nou Corregiment de Barbastre. L'administració aragonesa va iniciar un ràpid procés de repoblament en tota la zona amb gent de l'Alt Aragó. Va ocórrer llavors una ràpida castellanització de la zona i la realitat ètnica va deixar de ser la catalana. La divisió provincial espanyola del 1833 va integrar la Llitera dins la província d'Osca, seguint uns criteris basats en la frontera-desert creada per la Guerra dels Segadors al segle xvii.
Actualment Esplucs no es considera part de la Franja de Ponent, ja que hi ha una població clarament aragonesa i la llengua catalana no hi és present a cap nivell.

## Entitats de població
- Les Pobles[3]
- Ràfels, despoblat.[4]
- Torregrossa, situat a l'esquerra del Cinca.[5]
- Vensilló de Llitera, al límit amb la comarca del Segrià[6]Vensilló (en espanyol es coneix com a Vencillón[1]) és un municipi catalanòfon de la comarca de la Llitera, dins la Franja de Ponent; administrativament està inclòs a la província d'Osca. A causa de la història peculiar d'aquesta població, d'origen força recent, la seva catalanitat lingüística passà desapercebuda per a la ciència durant dècades. Vensilló fou fundat per l'Instituto Nacional de Colonización franquista (IRYDA d'ençà 1971), als anys quaranta, com a nucli de colonització agrícola sobre un sector despoblat del municipi hispanòfon d'Esplucs (paradoxalment, un dels de la Ribera de Cinca descatalanitzats al segle XVII). Els colons eren majoritàriament de la veïna Llitera, i, per tant, catalanòfons. Amb la nova localitat ja consolidada, Vensilló es constituí en municipi el 20 de juny de 1989, segregat d'Esplucs.